# Montigny-en-Cambrésis
Montigny-en-Cambrésis és un municipi francès, situat a la regió dels Alts de França, al departament del Nord. L'any 2006 tenia 592 habitants. Limita al nord amb Caudry, a l'est amb Bertry, al sud amb Clary i a l'oest amb Ligny-en-Cambrésis.

## Demografia
| 1962                                       | 1968 | 1975 | 1982 | 1990 | 1999 | 2006 |
| ------------------------------------------ | ---- | ---- | ---- | ---- | ---- | ---- |
| 688                                        | 691  | 687  | 638  | 642  | 600  | 592  |
| Des de 1962: població sense dobles comptes |      |      |      |      |      |      |

## Administració
| Període | Identitat       | Partit |
| ------- | --------------- | ------ |
| 2001-   | Francis Gouraud |        |